# Стеван Томић
Стеван Томић (Драгаљевац Горњи, 12. јул 1946 — Београд, 7. септембар 2019) био је генерал-мајор Војске Републике Српске. Током Одбрамбено-отаџбинског рата вршио је дужност начелника Управе за планирање, развој и финансије у Главном штабу ВРС.

## Биографија
Рођен 1946. године од оца Стеве, земљорадника и мајке Госпаве, домаћице (дјевојачко Поповић). Имао је брата и две сестре. По националности је био Србин. Породична крсна слава му је била Сабор светог архангела Михаила-Аранђеловдан (21. новембар). Ожењен је и у браку био са супругом Даницом (дјевојачко Пинтарич, рођена у Средишчу об Драви, трговац-аранжер, преминула 2013) Имао је два сина.
Завршио је основну школу у Драгаљевцу Горњем (четири разреда) и Основну школу "Заим Мушановић " у Брчком 1961; Економску школу у Бијељини 1965; Војноекономску академију Копнене војске коју је завршио врлодобрим успјехом 1971 године у Београду и Командно-штабну школу тактике Копнене војске 1983. године у Београду такође са врлодобрим успјехом. Дипломски рад у Командно-штабној школи тактике Копнене војске радио је на тему "Противдесантна одбрана од ваздушног десанта Варшавског уговора на косовско-метохијској десантној основици". Послије средње економске школе радио је као секретар у Земљорадничкој задрузи у Драгаљевцу Доњем и одслужио војни рок на Брионима, Пула.
Произведен је у чин потпоручника финансијске службе 20. септембра 1971, а унапријеђен у чин поручника 1973. (пријевремено), капетана 1976, капетана прве класе 1978, мајора 1981. (пријевремено), потпуковника 1985, пуковника 1991. године. У чин генерал-мајора унапријеђен је 28. јуна 1994. године.
Обављао је дужности: начелник финансијске службе у противтенковском артиљеријском пуку у Птују; начелник финансијске службе у планинској бригади у Крању; начелник Органа за планирање и развој 9. армије у Љубљани; референт за финансије и буџет у Органу за финансирање 9. армије у Љубљани; начелник Органа за планирање и финансирање у пјешадијској дивизији у Марибору; начелник за планирање и финансираље команди 31. корпуса у Марибору (са групом старјешина превео јединице корпуса у Србију и Босну и Херцеговину са скоро свом расположивом техником и већином активних војних и цивилних лица); референт за стамбене кредите у Војном сервису Народне банке Југославије у Београду; начелник Управе за планирање, развој и финансије 2. војне области и начелник Управе за планирање, развој и финансије Главног штаба Војске Републике Српске. Службовао је у гарнизонима: Птуј, Крањ, Љубљана, Марибор, Шабац, Београд и Хан Пијесак. Пензионисан је 1. децембра 1996. године.
Од 23. јуна 1991. до 30. августа 1991. године учествовао је у борбеним дејствима на територији Словеније на дужности команданта групе за одбрану граничног прелаза Холмец и касарне Дравоград. У Одбрамбено-отаџбинском рату српског народа у Босни и Херцеговини учествовао је од 5. маја 1992. до 11. маја 1992. у Команди 2. војне области и од 12. маја 1992.
године до 15. децембра 1995. године на дужности начелника Управе за планирање, развој и финансије у Главном штабу Војске Републике Српске.
Преминуо је 7. септембра 2019. на Војномедицинској академији у Београду. Сахрањен је 11. септембра 2019. у Драгаљевцу Горњем.

## Одликовања
Током војне каријере више пута је одликован. У ЈНА је одликован:
- Орденом за војне заслуге са сребрним мачевима
- Орденом Народне армије са сребрном звездом,
- Орденом за војне заслуге са златним мачевима

У ВРС је одликован:
- Орденом Његоша другог реда.

Током војне службе оцјељиван је девет пута, једном оцјеном добар, два пута оцјеном истиче се и шест пута оцјеном нарочито
се истиче.